# Ислямска държава
Ислямска държава в Ирак и Сирия (ИДИС), на български популярна като Даеш (Арабско произн.: [ˈdaːʕiʃ], Ислямска държава (ИД) (на арабски: الدولة الإسلامية – Ад-Даула ал-Ислямийя) и с названието си до 29 юни 2014 г. Ислямска държава в Ирак и Леванта (ИДИЛ) (на арабски: الدولة الاسلامية في العراق والشام, Ад-Даула ал-Ислямийя фи'л-Ираак уа аш-Шаам) (на арабски: داعش, ) е сунитска терористична джихадистка групировка, действаща главно в Близкия изток.
Контролирала обширни райони, обхващащи територии в Североизточна Сирия, Западен и Северен Ирак, части от Либия, Афганистан и Североизточна Нигерия. Ислямска държава претендира върху целите територии на четирите страни, както и върху тези на Палестина, Ливан, Израел, Йордания, Кипър и части от Турция (Хатай). От мюсюлманите по цял свят се изисква да се присъединят към нея и да декларират вярност към водача ѝ .

## Създаване и история
Ислямска държава води началото си от различни терористични групировки, възникнали в Ирак след войната от 2003 година, най-вече „Ал-Каида в Ирак“ (АКИ), тогава водена от Абу Мусаб ал-Заркауи. Бруталното насилие на АКИ и опитите ѝ да разпалят религиозен конфликт между сунити и шиити са прекратени с елиминирането на Ал-Заркауи от американските войски. След изтеглянето им обаче иракските служби за сигурност се оказват неспособни да спрат възраждането на групировката под формата на „Ислямска държава в Ирак“, но въпреки това тя остава сравнително слаба. Нарастващото възприятие на сунитите за изолация от иракския политически живот и избухването на гражданската война в Сирия допринасят за увеличаването на влиянието на групировката. Това е най-мощната опозиционна групировка в Сирия.
ИДИЛ прониква в Сирия, като се включва във въоръжената опозиция срещу управлението на президента Башар ал-Асад, заедно с Джабхат ан-Нусра (сирийския клон на „Ал-Каида“), но идеологически различия предизвикват война между двете групировки. През 2013 г. групировките от Сирия и Ирак се обединяват под водачеството на Ибрахим Али ал Бадри в „Ислямска държава в Ирак и Леванта“ и завладяват сирийския град ар-Ракка, областен център на едноименната мухафаза.
По оценки на американски военни към септември 2014 г. ИДИЛ контролира голяма част от басейна на реките Тигър и Ефрат, около 210 000 km2; 7 месеца по-късно губи около четвърт от контролираната територия в Ирак (13 000 – 15 500 km2), но районът и на влияние в Сирия остава непроменен.

### Етимология
Групировката е образувана през 1999 г. от йорданския радикал Абу Мусаб ал-Заркауи под името Джама'ат ал-таухид уа-ал-джихад (Организация на монотеизма и джихада)
През октомври 2004 г. ал-Заркауи се заклева да бъде лоялен на Осама бен Ладен и променя името на групата на „Танзим ку-идат ал-джихад фи билад ал-рафидан“ (Организация на базата на джихада в Месопотамия), известна още като „Ал-Каида в Ирак“, макар и тя самата никога да не се е наричала така.
През януари 2006 г. се обединява с няколко други иракски терористични групи, за да сформират Муджахидински съвет (шура). Ал-Заркауи е убит през юни 2006 г.
На 12 октомври 2006 г. Муджахидинският съвет се обединява с още няколко терористични фракции и на 13 октомври се обявява създаването на ад-давиа ал-Ирак ал-исламия, известна още като Ислямска държава в Ирак (ИСИ). Лидерите на тази група са Абу Абдула ал-Рашид ал-Багдади и Абу Айуб ал-Масри. Те са убити в съвместна операция на САЩ и Ирак през април 2010 г., след която Абу Бакр ал-Багдади става неин лидер.
На 8 април 2013 г., след като разширява присъствието си в Сирия, групировката приема името „Ислямска държава в Ирак и ал-Шам“ (Islamic State of Iraq and al-Sham), което се превежда по-точно като Ислямска държава в Ирак и Леванта (ISIL) или Ислямска държава в Ирак и Сирия (ISIS).
Тези имена са преводи от арабското име, в което ал-Шам е описанието на областта Левант в Сирия (географска територия, обхващаща цялото източно Средиземноморие).
На 29 юни 2014 г. групировката се преименува на ад-Даула ал-Исламия (Ислямска държава) се обявява за световен халифат, като престава да използва „Ирак и Шам“ от официалните си съобщения. Това име е широко критикувано от ООН, правителства и основните мюсюлмански групи, които отказват да го използват.
На 17 октомври 2017 г. Ракка, определена за основен град и столица на ИДИЛ в Сирия, е превзета от подкрепяните НАТО въоръжени отряди на „Сирийските демократични сили“ при Втората битка за Ракка и бива освободена от джихадистите!

## Идеология
Редица изследователи намират разлики между ИДИЛ и ал-Кайда в организационно отношение, като дават предимство на ИДИЛ. Но що се отнася до подбудите за дейността им, съществени разлики няма. ИДИЛ изповядва крайното салафитско/уахабитско течение на исляма, което е основата и на Саудитска Арабия.

## Управление
Ислямска държава се управлява според крайно фундаменталистко разбиране на шериата. Забранени са алкохолът, пушенето на цигари или шиша (наргиле), музиката и снимките на хора на обществени места. Жените са принудени да носят пълен никаб.
Финансирането се осъществява с продажба на суров петрол, трафик на човешки органи и антики, солидни данъци и такси на живеещите под неин контрол, ограбване на банки и рафинирани нефтопродукти, като по американски оценки приходите достигат няколко милиона долара седмично.
ИД използва оръжия от разнообразни източници, вкл. пленени противотанкови ракети от Свободната сирийска армия и американско стрелково оръжие от Ирак.

## Действия
Значителна част от бойците на ИДИЛ не са нито сирийци, нито иракчани. В нейните редици се бият джихадисти от цял свят, по оценка от май 2015 г. чужденците са над 22 000 души от 100 страни. Те налагат контрол над завладените територии чрез репресии и издевателства като изнасилване, бичуване, разпъване на кръст, показни екзекуции и масови обезглавявания, включително на деца. По сведения на правозащитни организации при финансираната от кувейтски граждани офанзива на опозицията в мухафаза Латакия ИДИЛ и Джабхат ан-Нусра извършват масови убийства и изнасилвания на 200 или повече цивилни, а при офанзивата в Северен Ирак през юни 2014 г. ИДИЛ организира масови екзекуции на над 1700 шиити. Към 2014 година Ислямска държава е отлъчена от Ал-Каида и към юни 2014 г. разполага с активи от над $ 2 млрд.
ИДИЛ разрушава древните градове, които са под неин контрол, защото археологията подклажда иракския национализъм и възпрепятства крайната цел на джихадистите, която е халифат, който обхваща целия мюсюлмански свят. Групировката премахва символите на политеизма в тях и разпространява монотеизма. Идеята на ИДИЛ за идолопоклонничеството не се отнася само до предислямските места като Нимруд, но и до всяко ислямско наследство, което не следва тяхната строга сунитска интерпретация на исляма, както и до места, които принадлежат на религиозни малцинства в региона, включително язиди, кюрди и християни.

## Поддръжници

### Твърдения за поддръжка от Турция
Според президента на Сирия Башар ал-Асад: „Именно Турция подкрепя групировките Джабхат ан-Нусра и Ислямска държава. Именно тя изпраща в европейските страни милиони мигранти“. На 12 декември 2015 г. депутатът от турската Републиканска народна партия Ерен Ердем представя доказателства на заседанието на парламента, че Турция е снабдявала терористите от Ислямска държава с материалите за производство на отровния газ зарин, какъвто е използван в химическите атаки в Гута, Сирия през август 2013 г., за които турският президент Реджеп Ердоган обвинява сирийския президент Башар ал-Асад.
Турция от дълго време е обвинявана от експерти, сирийски кюрди и дори от тогавашния вицепрезидент на САЩ Джо Байдън, че подкрепя и заговорничи с ИДИЛ. Според журналиста Патрик Кокбърн, има „силни доказателства за степен на сътрудничество“ между Турските разузнавателни служби и ИДИЛ, въпреки че „точната природа да взаимоотношението остава неясна“. Дейвид Филипс от Колумбийския университет, който е съставил списък с обвинения и твърдения за това че Турция помага на ИДИЛ, пише че „тези твърдения обхващат военно сътрудничество и прехвърляне на оръжия, логистична подкрепа, финансова подкрепа и предоставяне на медицинско обслужване“. Няколко командири и бойци на ИДИЛ твърдят, че Турция подкрепя ИДИЛ. В самата Турция се счита, че ИДИЛ е причинила увеличаваща се поляризация между поддръжниците на светската държава и ислямистите, водени от президента Реджеп Ердоган и министър-председателя Ахмет Давутоглу.
През юли 2015 г. нападение от американски специални сили срещу къща, в която се помещавал „главният финансов служител“ на Ислямската държава Абу Саяф, намира доказателства за това, че турски служители имат директни отношения с високопоставени членове на ИДИЛ. Според висш западен представител, документи и флаш устройства, конфискувани по време на нападението срещу Саяф разкрива връзки „толкова ясни“ и „неопровержими“ между Турция и ИДИЛ, „че те биха могли да имат дълбоки последици за отношението между нас и Анкара“.
Турция е критикувана и за това, че позволява на индивиди от извън региона да влизат на територията ѝ и да се присъединяват към ИДИЛ в Сирия. Турция е обвинена, че е станала транзитна страна за множество ислямистки бойци и е наречена „Портата за джихад“. Съобщено е, че турски гранични патрули преднамерено игнорират влизащите в Сирия срещу малък подкуп. Репортаж на Sky News разкрива документи, показващи, че паспорти на чужди ислямисти, които искат да се присъединят към ИДИЛ като влязат в Сирия са били подпечатани от турското правителство. Командир на ИДИЛ завява, че „повечето бойци, които се присъединиха към нас в началото на войната дойдоха през Турция, както и нашето оборудване и припаси“, добавяйки, че бойци на ИДИЛ са били лекувани в турски болници.
Руският министър-председател Дмитрий Медведев казва „Действията на Турция са де факто защита на Ислямска държава.... Това не е изненада, като имаме предвид информацията, която имаме относно преките финансови интереси на някои турски служители в доставката на нефтени продукти, рафинирани в рафинерии, контролирани от ИДИЛ.“ Бившият американски заместник-министър за тероризма и финансовото разузнаване Дейвид Коен и сегашен заместник-директор на ЦРУ казва, че Ислямска държава печели по $1 000 000 на ден от продажби на петрол. "Според нашата информация от последния месец ИДИЛ продава петрол на значително намалени цени на множество посредници, включително от Турция, които след това транспортират петрола за препродажба”.

## Социално и културно влияние в Европа
ИДИЛ, чрез своите проводници в Европа, успява да привлече и убеди европейски граждани да приемат идеологията ѝ и да се включат в редиците ѝ на фронтовете в Близкия изток, а част от тях после да върне в Европа. Според френския посланик в България Ксавие Лапер дьо Кабан европейците, които се присъединяват към редиците на ИДИЛ, са първо или следващо поколение родени в Европа. Те отиват в Сирия или Ирак, биват обучавани и връщани в Европа, за да подготвят и извършат подривна дейност.
| „ | Тероризмът не е нещо ново в Европа, но сега знаем, че има една нова вълна от терористи – хора, които са били формирани в Сирия и са се били там. Те се връщат във Франция или Белгия, там, където са родени, и искат да ни унищожат. Затова те са опасни и затова има само един отговор – солидарността между нас. | “ |
| Ксавие Лапер дьо Кабан, посланик на Република Франция в Република България пред БНР на 16 януари 2015 г | |   |

През 2015 г. Daily Mail съобщава за случай от 2014 г., при който 15-годишна датчанка става съучастник в убийството на майка си, след като попада под влияние на джихадистката пропаганда. Първоначално се влюбва в емигрант от Близкия изток и започва да изучава исляма, но е изоставена, след като мигрантът заминава за Швеция при съпругата си. Впоследствие попада в обкръжението на иракчанина Бахтияр Мохамед Абдула, чийто съучастник става в убийството.

### Нападения, подготвени от членове на ИДИЛ
- Нападения в Париж от ноември 2015
- Нападения в Брюксел от 22 март 2016 г.

## Европейци и американци в ИДИЛ

### От Германия
По данни на Франк Хенкел, политик от ХДС и сенатор по вътрешните работи на Берлин от 2011 г., над 100 души само от Берлин са заминали да се бият в Сирия и Ирак на страната на ИДИЛ.
- Михаел Н. от Гладбек, провинция Северен Рейн-Вестфалия, който е приел името Абу Дауд. Става достояние след като се появява видео с него, в което той заплашва Меркел, Обама, Оланд и Путин. До 2012 г. е на ръководна длъжност в салафистката организация „Малиату Ибрахим“, която през юни 2012 г. е забранена от немското федерално правителство. Радикалните си проповеди провежда основно в джамията в Золинген. След като напуска Германия, се отправя към Египет, а впоследствие се установява в Либия, докато не тръгва за Сирия, където да се присъедини към ИДИЛ[35].
- Билял, 17-годишен, чернокож. За него разказва Die Welt в своя статия от 24 март 2016 г. с автор Денис Фенглер.

### От Белгия
- Салах Абдеслам. Роден във Франция, с френско гражданство, но прекарал целия си живот в Белгия.

|  | Тази страница частично или изцяло представлява превод на страницата Islamic State of Iraq and the Levant в Уикипедия на английски. Оригиналният текст, както и този превод, са защитени от Лиценза „Криейтив Комънс – Признание – Споделяне на споделеното“, а за съдържание, създадено преди юни 2009 година – от Лиценза за свободна документация на ГНУ. Прегледайте историята на редакциите на оригиналната страница, както и на преводната страница, за да видите списъка на съавторите. ВАЖНО: Този шаблон се отнася единствено до авторските права върху съдържанието на статията. Добавянето му не отменя изискването да се посочват конкретни източници на твърденията, които да бъдат благонадеждни. |